# Hamba seleucus
Hamba seleucus är en insektsart som beskrevs av Ronald Gordon Fennah 1978. Hamba seleucus ingår i släktet Hamba och familjen vedstritar.
Artens utbredningsområde är Vietnam. Inga underarter finns listade i Catalogue of Life.